# 42. Brit Awards-gála
A 2022-es Brit Awards-gálát 2022. február 8-án fogják tartani a londoni O2 Arénában, hogy elismeréseket adjanak át brit és nemzetközi előadóknak. Ez lesz az első alkalom a díjátadó történetében, hogy a kategóriákban nem különböztetnek meg női és férfi előadók között. Mo Gilligan lesz a műsorvezető.
2021. december 18-án jelentették be a jelölteket, a The Brits Are Coming műsorán. Női előadók közül Little Simz és Adele kapta a legtöbb jelölést, míg a férfi előadók közül Dave és Ed Sheeran. A Little Mix kapta a legtöbb jelölést zenei csoportok közül, míg a BTS lett az első k-pop előadó, akik sorozatban kétszer voltak jelölve a Nemzetközi csoport kategóriában. Több, mint egy évtized után először kapott több női előadó jelölést a díjátadón, mint férfi.

## Kategória változások
A Brit Awards elvetette az összes nemileg megkülönböztető kategóriát díjátadóján:
- Az év brit előadója (a Brit férfi szólóelőadó és a Brit női szólóelőadó kategóriák helyett)
- Az év nemzetközi dala
- Az év nemzetközi előadója (eredetileg 1986 és 1993 között ilyen néven átadva, mielőtt szétválasztották Az év nemzetközi férfi szólóelőadója és Az év nemzetközi női szólóelőadója kategóriákra)
- Brit alternatív/rockelőadó (eredetileg: Brit rockelőadó 2004 és 2006 között)
- Brit dance-előadó (eredetileg 1994 és 2004 között átadva)
- Brit hiphop/rap/grime-előadó (eredetileg Brit urbanelőadó néven 2003 és 2006 között)
- Brit pop/R&B-előadó (eredetileg Brit popelőada néven 2000 és 2006 között)

## Fellépések

### Jelölési műsor
| Fellépő(k)        | Dal                | Brit kislemezlista reakció | Brit albumlista reakció |
| ----------------- | ------------------ | -------------------------- | ----------------------- |
| Anne-Marie        | Kiss My (Uh-Oh)    | nincs                      | Therapy – 78 (újra)     |
| Glass Animals     | Heat Waves         | 65 (–12)                   | nincs                   |
| Mimi Webb         | Good Without       | nincs                      | nincs                   |
| Joel Corry Gracey | Out Out Bed I Wish | N/A 45 (–9)                | nincs                   |

### Gála
| Fellépő(k)                          | Dal                                | Brit kislemezlista reakció | Brit albumlista reakció |
| ----------------------------------- | ---------------------------------- | -------------------------- | ----------------------- |
| Ed Sheeran Bring Me the Horizon     | Bad Habits                         | nincs adat                 | nincs adat              |
| Anne-Marie KSI Digital Farm Animals | Kiss My (Uh-Oh) Don’t Play Holiday | nincs adat                 | nincs adat              |
| Little Simz Emma Corrin             | Introvert Woman                    | nincs adat                 | nincs adat              |
| Liam Gallagher                      | Everything’s Electric              | nincs adat                 | nincs adat              |
| Holly Humberstone                   | London Is Lonely                   | nincs adat                 | nincs adat              |
| Adele                               | I Drink Wine                       | nincs adat                 | nincs adat              |
| Sam Fender                          | Seventeen Going Under              | nincs adat                 | nincs adat              |
| Ed Sheeran                          | The Joker and the Queen            | nincs adat                 | nincs adat              |
| Dave Fredo Ghetts Meekz Giggs       | In the Fire                        | nincs adat                 | nincs adat              |

## Győztesek és jelöltek
A győztes félkövérrel van kiemelve és elsőként feltüntetve.

| Mastercard Az év albuma (szponzorálta: Mastercard UK) | Az év előadója (szponzorálta: YouTube Music) |
| --- | --- |
| - Adele – 30 - Dave – We’re All Alone in This Together - Ed Sheeran – = - Little Simz – Sometimes I Might Be Introvert - Sam Fender – Seventeen Going Under | - Adele - Dave - Ed Sheeran - Little Simz - Sam Fender |
| Az év csoportja | Az év dala (szponzorálta: Mastercard UK) |
| - Wolf Alice - Coldplay - D-Block Europe - Little Mix - London Grammar                                                                                      | - Adele – Easy On Me - A1 x J1 – Latest Trends - Anne-Marie, KSI & Digital Farm Animals – Don’t Play - Becky Hill és David Guetta – Remember - Central Cee – Obsessed With You - Dave, Stormzy közreműködésével – Clash - Ed Sheeran – Bad Habits - Elton John és Dua Lipa – Cold Heart - Glass Animals – Heat Waves - Joel Corry, RAYE és David Guetta – Bed - KSI – Holiday - Nathan Evans, 220 Kid & Billen Ted – Wellerman (220 Kid x Billen Ted remix) - Riton x Nightcrawlers, Mufasa és Hypeman közreműködésével – Friday - Tion Wayne & Russ Millions – Body - Tom Grennan – Little Bit Of Love                                             |
| Legjobb pop/R&B-előadó | Legjobb dance-előadó |
| - Dua Lipa - Adele - Ed Sheeran - Griff - Joy Crookes | - Becky Hill - Calvin Harris - Fred Again - Joel Corry - RAYE |
| Legjobb új előadó | Legjobb alternatív/rockelőadó |
| - Little Simz - Central Cee - Griff - Joy Crookes - Self Esteem                                                                                             | - Sam Fender - Coldplay - Glass Animals - Tom Grennan - Wolf Alice |
| Legjobb hiphop/rap/grime-előadó | Az év nemzetközi előadója |
| - Dave - AJ Tracey - Central Cee - Ghetts - Little Simz | - Billie Eilish - Doja Cat - Lil Nas X - Olivia Rodrigo - Taylor Swift |
| Az év nemzetközi csoportja | Legjobb nemzetközi dal |
| - Silk Sonic - ABBA - BTS - Måneskin - The War On Drugs | - Olivia Rodrigo – Good 4 U - ATB, Topic és A7S – Your Love (9PM) - Billie Eilish – Happier Than Ever - CKay; Joeboy és Kuami Eugene közreműködésével – Love Nwantiti Remix (Ah Ah Ah) - Doja Cat, SZA közreműködésével – Kiss Me More - Drake, Lil Baby közreműködésével – Girls Want Girls - Galantis, David Guetta és Little Mix – Heartbreak Anthem - Jonasu – Black Magic - The Kid LAROI. és Justin Bieber – Stay - Lil Nas X – Montero (Call Me By Your Name) - Lil Tjay & 6lack – Calling My Phone - Måneskin – I Wanna Be Your Slave - Olivia Rodrigo – Good 4 U - Polo G – Rapstar - Tiësto – The Business - The Weeknd – Save Your Tears |
| Rising Star (szponzorálta: BBC Radio One) (átadta: Sam Fender)                                                                                              | Az év brit producere |
| - Holly Humberstone - Bree Runway - Lola Young | - Inflo |
| Az év dalszerzője | |
| - Ed Sheeran | |

Forrás: